# Дерегулирование
Дерегули́рование, дерегуля́ция (от лат. regula — правило; англ. deregulation) — отмена или сокращение государственного регулирования в определенной сфере общественных отношений. Как правило, означает уменьшение государственного контроля над тем, как ведется бизнес в той или иной области, например, для стимулирования свободной конкуренции на рынках. Однако термин не следует путать с либерализацией. Либерализованный рынок хотя, как правило, и имеет в целом меньше регулирующих законных актов, тем не менее обычно законодательно стимулирует эффективность производства и защищает права потребителей (например, через антимонопольное законодательство).